# Alban (imię)
Alban – imię męskie pochodzenia łacińskiego genetycznie cognomen Albanus oznaczające „pochodzący z Alby”, tj. np. z miasta Alba Longa albo Alba Fucentia; istniała też góra Albanus mons. Językoznawczyni Maria Malec wskazuje na odniesienie pochodzenia Albana do miasta Alba Longa.
Imię to zostało odnotowane w średniowiecznej Polsce, ok. 1439 roku, w benedyktyńskiej księdze zmarłych.
Imię rzadkie w Polsce. W styczniu 2025 r. w rejestrze PESEL, wśród publicznie dostępnych danych dotyczących osób żyjących, wykazano 48 mężczyzn o imieniu Alban nadanym jako imię pierwsze.
Żeński odpowiednik: Albana.
Alban imieniny obchodzi 22 czerwca, w dzień wspomnienia św. Albana z Werulamu.

## Imię Alban w innych językach[6]
- łacina – Albanus,
- angielski – Alban, Albany,
- czeski – Alban,
- francuski – Alban,
- hiszpański – Albano,
- niemieckl – Alban, Albanus,
- rosyjski – Al'ban, Al'van,
- słoweński – Alban,
- włoski – Albano.

## Mężczyźni noszący imię Alban
- Święty Alban (zm. około 209) – święty czczony jako pierwszy męczennik na Wyspach Brytyjskich,
- Alban Berg (1885–1935) – kompozytor austriacki,
- Albano (Al Bano) Carrisi (ur. 1943) – piosenkarz włoski,
- Alban W. Phillips (1914–1975) – ekonomista brytyjski pochodzący z Nowej Zelandii,
- Dr Alban, właśc. Alban Uzoma Nwapa (ur. 1957) – muzyk eurodance i producent muzyczny, Szwed nigeryjskiego pochodzenia,
- Bartłomiej Alban Roe (1583–1642) – święty katolicki, benedyktyn, męczennik.